# Heterophyllaea fiebrigii
Heterophyllaea fiebrigii là một loài thực vật có hoa trong họ Thiến thảo. Loài này được (K.Krause) Standl. mô tả khoa học đầu tiên năm 1936.